# Escut d'Elx
L'escut d'Elx és un símbol representatiu oficial d'Elx, municipi del País Valencià, a la comarca del Baix Vinalopó. Té el següent blasonament:
| « | Escut ovalat, truncat. Al primer quarter, de gules, una fortalesa del seu color, maçonada de sable i aclarida de gules. Al segon quarter, d'atzur, una ara romana del seu color, amb la inscripció SAL / AVG en dues línies. Al voltant de l'ara les inicials i amb lletres capitals d'argent: C I I A. Al tot bordura d'or amb la llegenda de sable: COLONIA IVLIA ILICE AVGVSTA. Sobre l'escut una figura femenina, vestida a la romana, amb una palma d'or a la mà dreta. Envoltant l'escut, sengles branques de llorer, d'olivera i palma de sinople. | » |

## Història
L'escut es rehabilità per Resolució de 27 de febrer de 2003, del conseller de Justícia i Administracions Públiques, publicada en el DOGV núm. 4.484, del 22 d'abril de 2003.
Es tracta de l'escut històric emprat pel municipi si més no des del segle xvii. El seu significat és molt discutit, si bé s'acostuma a dir que la fortalesa al·ludia tradicionalment a la muralla de la ciutat, amb la porta i la torre de la Calaforra, d'origen islàmic, i no pas al palau d'Altamira, del segle xv, com podria fer pensar la representació gràfica actual. La resta d'elements recorden el passat romà de la ciutat:
- l'altar amb la inscripció SAL[VTI] AVG[VSTI], 'a la salut d'August', que al·ludeix a la moneda encunyada a Elx, que duia aquest símbol, molt estès en temps d'August;
- la inscripció COLONIA IVLIA ILICE AVGVSTA, que és el nom llatí de la colònia romana d'Elx, que es representa a la bordura i també, en inicials, a la segona partició;
- la figura femenina de dalt de tot, comunament interpretada com una comare romana, presa d'un tipus de moneda trobada a Ílici, si bé alguns l'han arribat a interpretar com una al·lusió a la Dama d'Elx, a la Mare de Déu, patrona local, o, fins i tot, com una deformació de sant Joan Baptista amb la palma, tal com apareix a la consueta del Misteri;
- les branques d'olivera i de llorer i la palma, símbols de triomf des de temps antics.

## Imatges

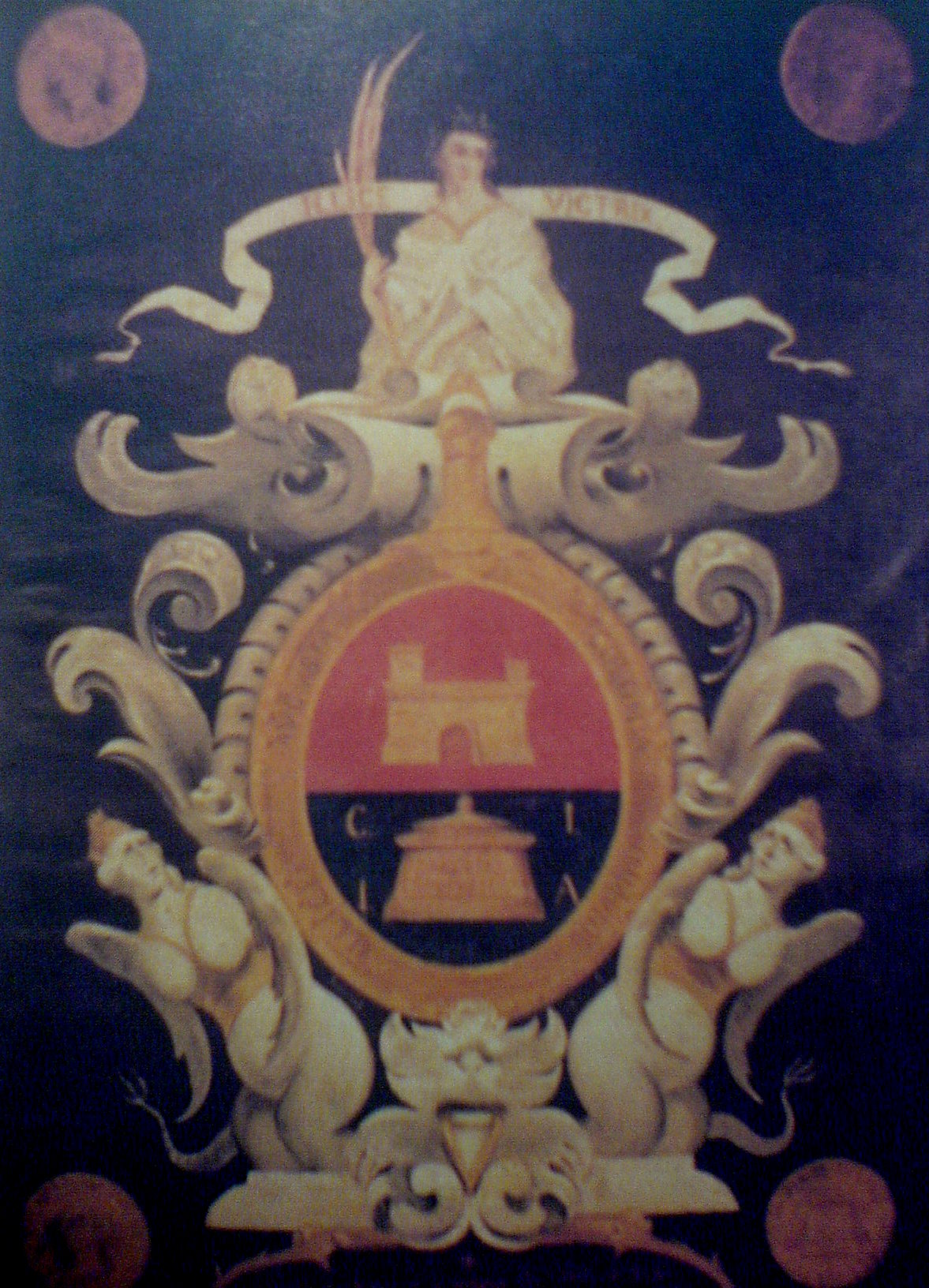
Escut d'Elx d'estil barroc.
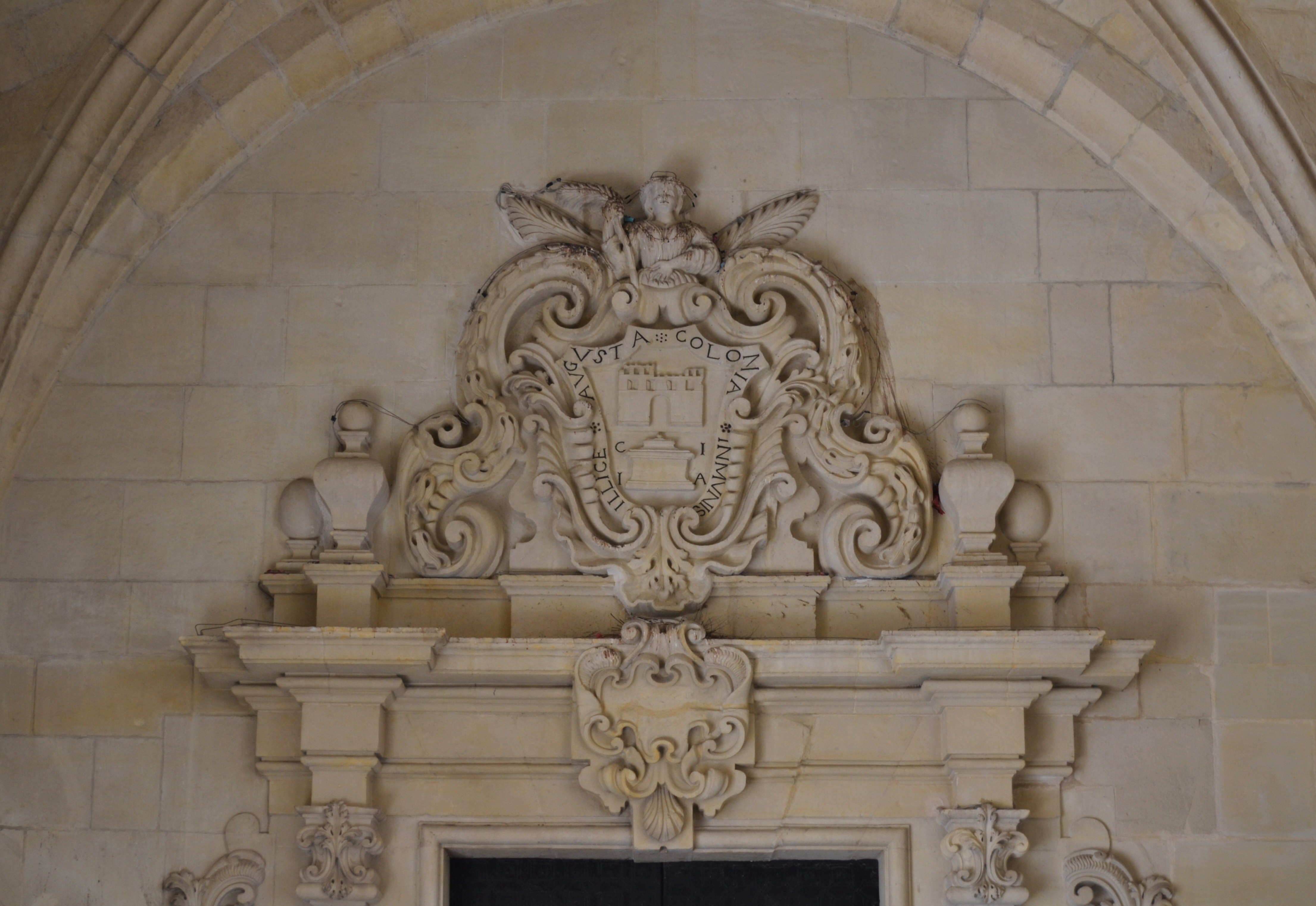
Escut a la portalada barroca de la torre del Consell.